# 阳起石
阳起石（英語：Actinolite）為雙鏈矽酸鹽礦物角閃石族的礦物，當透闪石中的镁离子被二价铁离子置换超過2%以上就會成為阳起石，隨著铁含量越高颜色就越偏向深绿色及黑色。石棉状的阳起石可呈白色或灰色。
英文名稱來自希臘文「(aktis)」，意思為「光線」，因為該礦物常呈現纖維狀的關係。
晶体为扁平柱状、粒状或针状聚集。见于片麻岩、千枚岩。可与滑石、石棉、蛇纹石等其他矿物共生。常产于含铁的接触变质矿床和接触变质石灰岩、白云岩中，也常交代基性和中性火成岩中的辉石而呈假象出现；此种具辉石假象的次生阳起石称为纤闪石。

## 用途
是深色玉石的成份之一。质地细腻的阳起石可以作为观赏石。纤维状的可用作工业石棉。
块状、致密的阳起石被中医认为性温咸，有温肾壮阳的功效，用来治疗阳痿、遗精、早泄等症状。这也是其中文名字的由来。但其物質普遍含有毒性，且玉石類成分複雜恐含有重金屬，故現代中醫甚少使用之方劑。

## 外部連結
- 陽起石 Yang Qi Shi （页面存档备份，存于） 中藥標本數據庫 (香港浸會大學中醫藥學院) （繁體中文）（英文）